# メンカウホル
メンカウホル・カイウ（Menkauhor Kaiu）、ないし、メンカウホル（Menkauhor）、あるいは、古代ギリシア語でメンケリース (Mencherês、Μεγχερῆς）は、古代エジプト、古王国時代のファラオである。紀元前25世紀末から紀元前24世紀初頭の時期にエジプト第5王朝の7代目の支配者であった。
メンカウホルは、ニウセルラーを継いで、おそらく8年間ないし9年間にわたって支配者であったが、その後はジェドカラーが王位を継いだ。メンカウホルは歴史記述にはよく記録されているが、彼の統治期のものとされる遺物はほとんど残っていない。このため、彼が、先代、後代のファラオたちとどのような親族関係であったのかは判然としておらず、彼の子孫と同定されている者もいない。ケントカウス3世は、2005年に発掘された墓から出土した遺物から、メンカウホルの母であった可能性が示唆されている。
モニュメント類の建設事業を別にすれば、メンカウホルがその統治下で行なった事業として唯一知られているのは、銅やトルコ石を求めて行われたシナイ半島の鉱山への遠征である。メンカウホルは、「アケト・ラー (Akhet-Ra)」（「ラーの地平線」の意）と名付けた太陽神殿の建設を命じた。これは太陽神殿としては最後に建設が着手されたもので、その神官の墓で発見された文章からその存在が知られているものの、どこにあったのかはまだ同定されていない。メンカウホルは「Netjer-Isut Menkauhor（メンカウホルの聖地）」と呼ばれたサッカラの小さなピラミッドに葬られた。今日では頭のないピラミッドと称されているこのピラミッドは、2008年に再発見されるまで流砂に埋もれていた。
メンカウホルの像は、古王国時代の末期まで長く続いた葬送儀礼の中心になっており、子孫たちが必要とする少なくとも7つの領域の農産物と結び付けられていた。神格化されたメンカウホルの崇拝は、当時は「二つの国の強大な王、正義の王メンカウホル」という名で行われ、新王国時代（紀元前1550年ころ - 紀元前1077年ころ）に再興されて、少なくとも、メンカウホルの没後1200年ほどが経過した第19王朝（紀元前1292年ころ - 紀元前1077年ころ）まで続いていたとされる。